# Vucova, Timiș
Vucova este un sat în comuna Chevereșu Mare din județul Timiș, Banat, România. Aici trăiește una dintre cele mai importante comunități de slovaci din România.

## Localizare
Se situează în zona centrală a județului Timiș, la o distanță de circa 6-7 km vest-sud-vest de orașul-stațiune Buziaș. Față de municipiul Timișoara, este amplasat la o distanță de aproximativ 25 km est-sud-est. Cea mai importantă cale de comunicare care trece prin apropiere de sat este drumul județean Timișoara - Buziaș, la 5 km nord, prin Chevereșu Mare.

### Vecini
Se învecinează cu satul reședință de comună Chevereșu Mare la nord și Nițchidorf la sud; în sud-vest se învecinează cu Blajova, în vest se invecinează cu Sacoșu Turcesc și in nord-est cu satul Bacova.

## Istorie

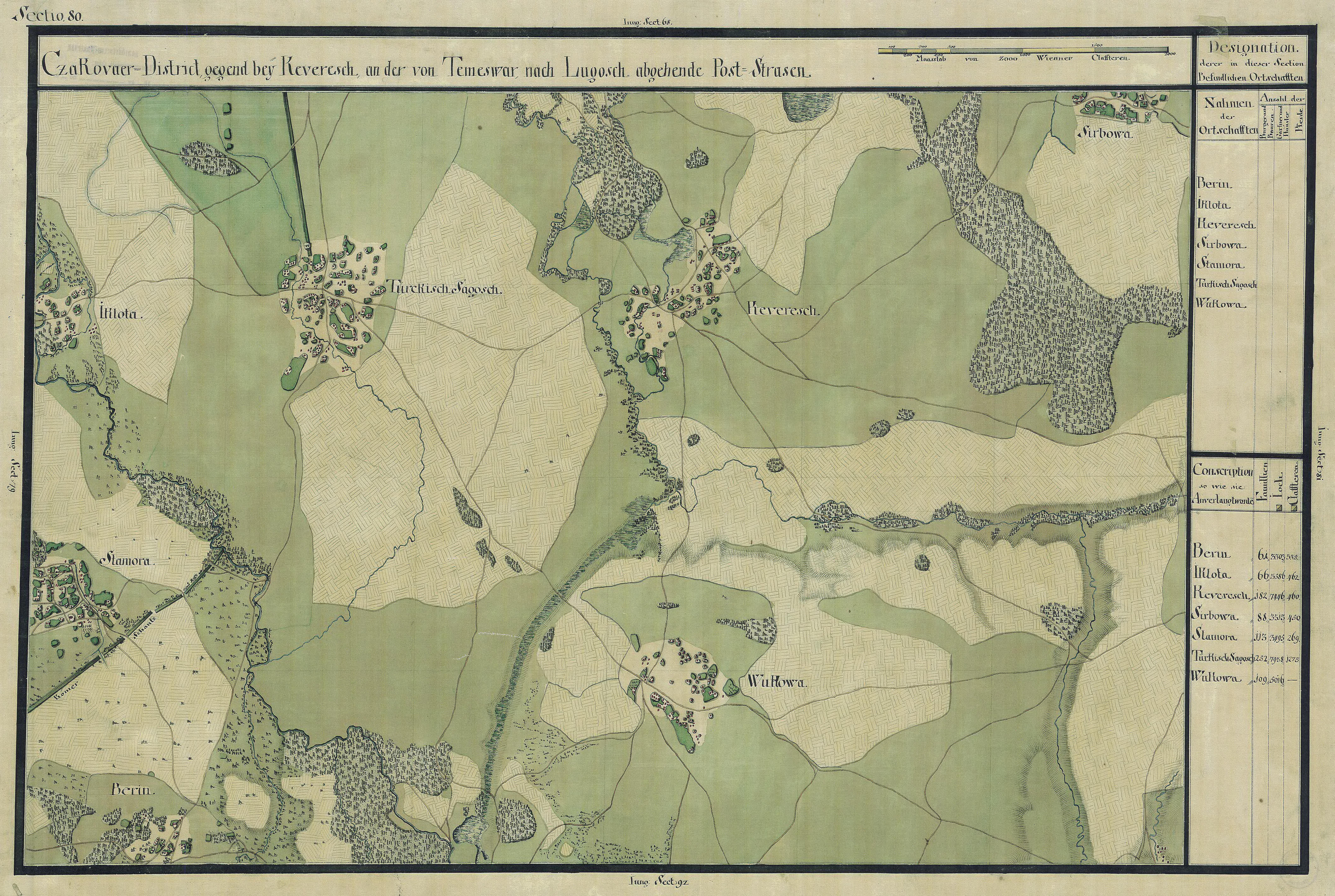
Vucova în Harta Iosefină a Banatului, 1769-72

Despre originile îndepărtate ale Vucovei se știe doar că a fost o localitate românească de-a lungul Evului Mediu și că s-a înființat cel mai probabil în perioada ocupației turcești a Banatului. Însemnările lui Marsigli din 1690-1700, vorbesc despre satul valah Vucova, aparținător districtului Lugoj. După cucerirea Banatului de către austrieci, apar și primele scrieri documentare mai detaliate referitoare la Vucova. Astfel, conscripția din 1717 consemnează satul Vukowo, cu 63 de case de lemn, aparținător districtului Ciacova. La scurt timp, în 1723-1725, apare harta contelui Mercy, care confirmă din nou existența satului cu numele Wacova. Vatra veche a satului se afla puțin mai la sud față de cea actuală. În 1785, prin decret administrativ, o parte din hotarul sudic a fost reorganizat pentru acomodarea unei noi colonii de germani care avea să devină satul Nițchidorf. Tot în cadrul aceluiași program de colonizări, o altă parte din terenurile Vucovei au fost atașate la satul vecin Blajova, tot pentru a-i acomoda pe coloniștii germani care s-au așezat acolo începând cu 1785. De-a lungul secolului XVIII, Vucova a continuat să fie locuită de români. Aceștia aveau și o biserică ortodoxă din lemn.

### Colonizarea slovacilor
În prima jumătate a secolului XIX, administrația maghiară a decis să colonizeze satul cu slovaci de confesiune augustană, cărora urma să le fie atribuite pământuri din fondul religios din Ciacova. Astfel, primele familii de slovacii s-au așezat aici începând cu 1807 însă grosul colonizării a avut loc între 1825 - 1850. Majoritatea erau originari din orășelul slovac Veľký Krtíš. Deja în 1852, slovacii au construit prima lor biserică evanghelică. Biserica ortodoxă a fost reconstruită din cărămidă în 1893. Atât românii cât și slovacii aveau școală proprie, cu predare în limba maternă. Ocupațiile lor de bază erau agricultura și creșterea animalelor.

### Epoca modernă
Conectarea la rețeaua telefonică a avut loc în 1896 iar din 16 noiembrie 1911 Vucova a avut și un oficiu poștal.
În perioada comunistă, Vucova a cunoscut un regres datorat colectivizării proprietăților. O bună parte dintre români și slovaci au fost nevoiți să migreze spre centrele urbane apropiate (Timișoara, Gătaia). Cooperativele agricole nou create îi determină în schimb pe unii slovaci din zona Bihorului să se așeze în localități bănățene cu comunități puternice de slovaci, printre care și Vucova. 

## Demografie
De-a lungul secolului XIX, comunitatea slovacă a crescut numeric în mod constant, în timp ce românii au scăzut treptat ca număr, fie din cauza inundațiilor frecvente, fie din cauza migrației spre oraș. La recensământul din 1930 s-a înregistrat schimbarea balanței demografice în favoarea slovacilor. Cu toate că populația totală a scăzut, românii i-au întrecut pe slovaci în jurul anilor '70. În prezent, românii alcătuiesc circa 60% din populație iar slovacii 35%.

### Evoluția populației
Conform recensămintelor, populația a evoluat astfel:

### Structura religioasă
Din punct de vedere confesional, distribuția populației reflectă caracteristicile etnice și culturale ale celor două comunități majore care formează majoritatea locuitorilor. Conform datelor de la recensământul din 2002, se poate observa că românii se constituie într-un grup religios de creștini ortodocși mult mai compact decât cel slovac. În schimb diversitatea religioasă este expresie a diversității religioase slovace. Astfel, principalul grup religios este cel creștin-ortodox, cu 196 locuitori sau 52%, urmat de romano-catolici cu 83 de credincioși (sau 22%), evangheliști cu 57 de persoane (sau 15%) și penticostali cu 40 de persoane (sau 10%).

## Personalități
- Ioan Răchițan (1877-1940), delegat la Marea Adunare Națională de la Alba Iulia
- Franz Kräuter (1885-1969), deputat în Parlamentul României, adversar al național-socialismului, deținut politic